# Wachenheim an der Weinstraße
Wachenheim là một đô thị nằm bên con đường rượu vang Đức thuộc huyện Bad Dürkheim, trong bang Rheinland-Pfalz, phía tây nước Đức. Đô thị Wachenheim an der Weinstraße có diện tích 24,97 km², dân số thời điểm ngày 31 tháng 12 năm 2006 là 4767 người. Đô thị này nằm bên rìa đông của rừng Palatinate, cự ly khoảng 1 km về phía nam Bad Dürkheim và 20 km về phía tây Ludwigshafen. Đô thị này nổi tiếng với sản phẩm rượu vang.
Wachenheim là thủ phủ của Verbandsgemeinde ("đô thị tập thể") Wachenheim.